# Vogüé
Vogüé è un comune francese di 941 abitanti situato nel dipartimento dell'Ardèche della regione dell'Alvernia-Rodano-Alpi.

## Storia

### Simboli
Lo stemma comunale riprende il blasone della famiglia de Vogüé.

## Società

### Evoluzione demografica
Abitanti censiti